# Liste der Ständigen Vertreter Deutschlands bei der OECD
Die Liste der deutschen Botschafter bei der OECD enthält alle Ständigen Vertreter der Bundesrepublik Deutschland bei der OECD in Paris seit 1948 (bis 1961 OECC).
| Name                            | Amtszeit  |
| ------------------------------- | --------- |
| Hans Karl von Mangoldt-Reiboldt | 1948–1951 |
| Karl Werkmeister                | 1951–1961 |
| Carl-Hermann Müller-Graaf       | 1961–1963 |
| Rudolf Vogel                    | 1964–1968 |
| Hans Carl Graf von Hardenberg   | 1968–1973 |
| Egon Emmel                      | 1973–1979 |
| Horst-Krafft Robert             | 1979–1985 |
| Klaus Meyer                     | 1985–1993 |
| Mario Graf Matuschka            | 1993–1996 |
| Werner Kaufmann-Bühler          | 1996–2001 |
| Hans-Stefan Kruse               | 2002–2004 |
| Matei Hoffmann                  | 2004–2008 |
| Johannes Westerhoff             | 2008–2012 |
| Hans-Jürgen Heimsoeth           | 2012–2015 |
| Matei Hoffmann                  | 2015–2017 |
| Martin Hanz                     | 2017–2020 |
| Michaela Spaeth                 | seit 2020 |